# 박정식 (가수)
박정식(1961년 6월 1일 ~ )은 대한민국의 가수이다.

## 경력
- 2010년 전라북도 전주시 홍보대사

## 데뷔
- 1994년 1집 앨범 [천년바위]

## 음반
- 1994년 1집 천년바위
- 2005년 2집 멋진 인생
- 2007년 박정식의 멋진 인생
- 2013년 3집 서쪽으로 간 여자
- 2014년 4집 영원한 40대
- 2017년 5집 하늘에게 물으니
- 2020년 6집 전화